# 盧斯亞諾·艾美路
盧斯亞諾·艾美路（Luciano Emilio，1978年12月12日—），一般称作艾美路，生于聖保羅州伊利亚索尔泰拉 ，巴西职业足球运动员，现效力于美國職業足球大聯盟球会華盛頓聯隊。